# تاریخ ایالات متحده (۱۹۹۱–۲۰۰۸)
تاریخ ایالات متحده (انگلیسی: History of the United States) در محدودهٔ سال‌های ۱۹۹۱ تا ۲۰۰۸ میلادی، پس از فروپاشی اتحاد جماهیر سوسیالیستی شوروی آغاز گردید که به پایان جنگ سرد منتهی گردید و ایالات متحده را به عنوان یک ابرقدرت بدون رقیب باقی گذاشت. ایالات متحده رهبری دخالت‌های نظامی در منطقه خاورمیانه را به‌دست گرفت و نیروهای نظامی و مهاجم عراقی به کویت را که یکی از متحدان خاورمیانه‌ای ایالات متحده بود، در جنگ خلیج فارس اخراج کرد. در جبههٔ داخلی، دموکرات‌ها با انتخاب بیل کلینتون در انتخابات سال ۱۹۹۲ به کاخ سفید بازگشتند و در انتخابات میان دوره‌ای سال ۱۹۹۴، جمهوری خواهان برای اولین بار و پس از ۴۰ سال، کنترل کنگره را به دست گرفتند. اختلاف میان کلینتون و جمهوریخواهان در کنگره منجر به شکل‌گیری موضوع بحران بودجه توسط دولت فدرال در سال‌های ۱۹۹۵ تا ۱۹۹۶ گردید.

## نگارخانه

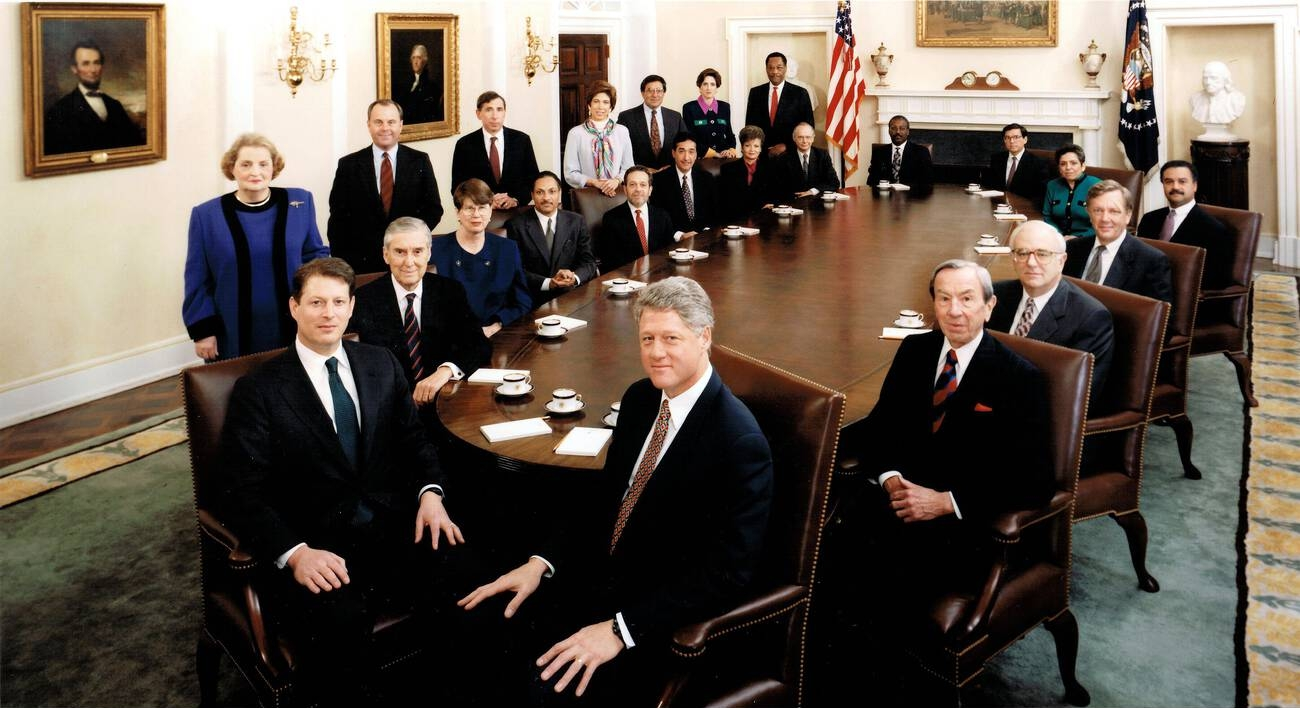
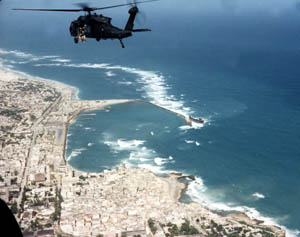
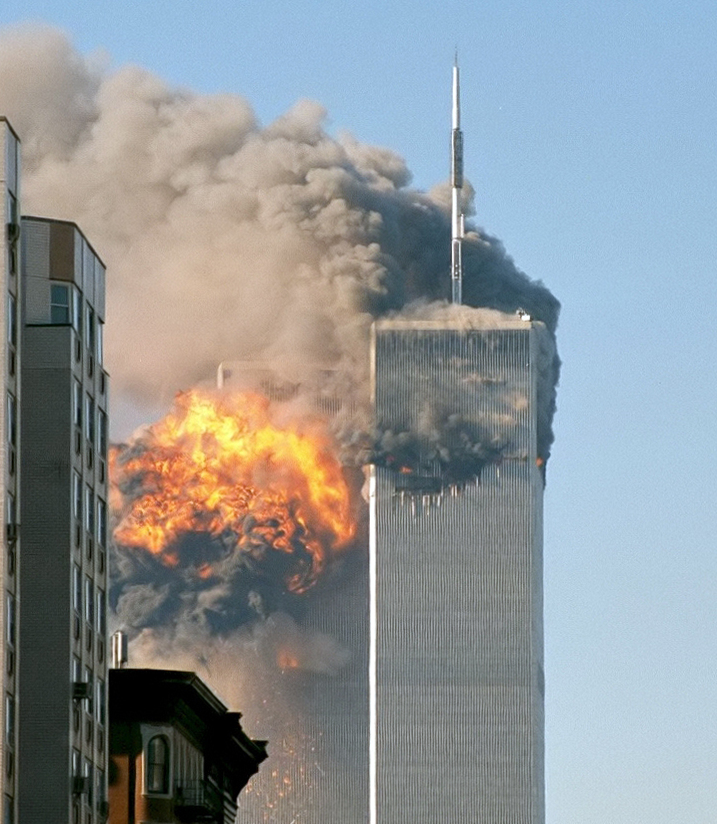
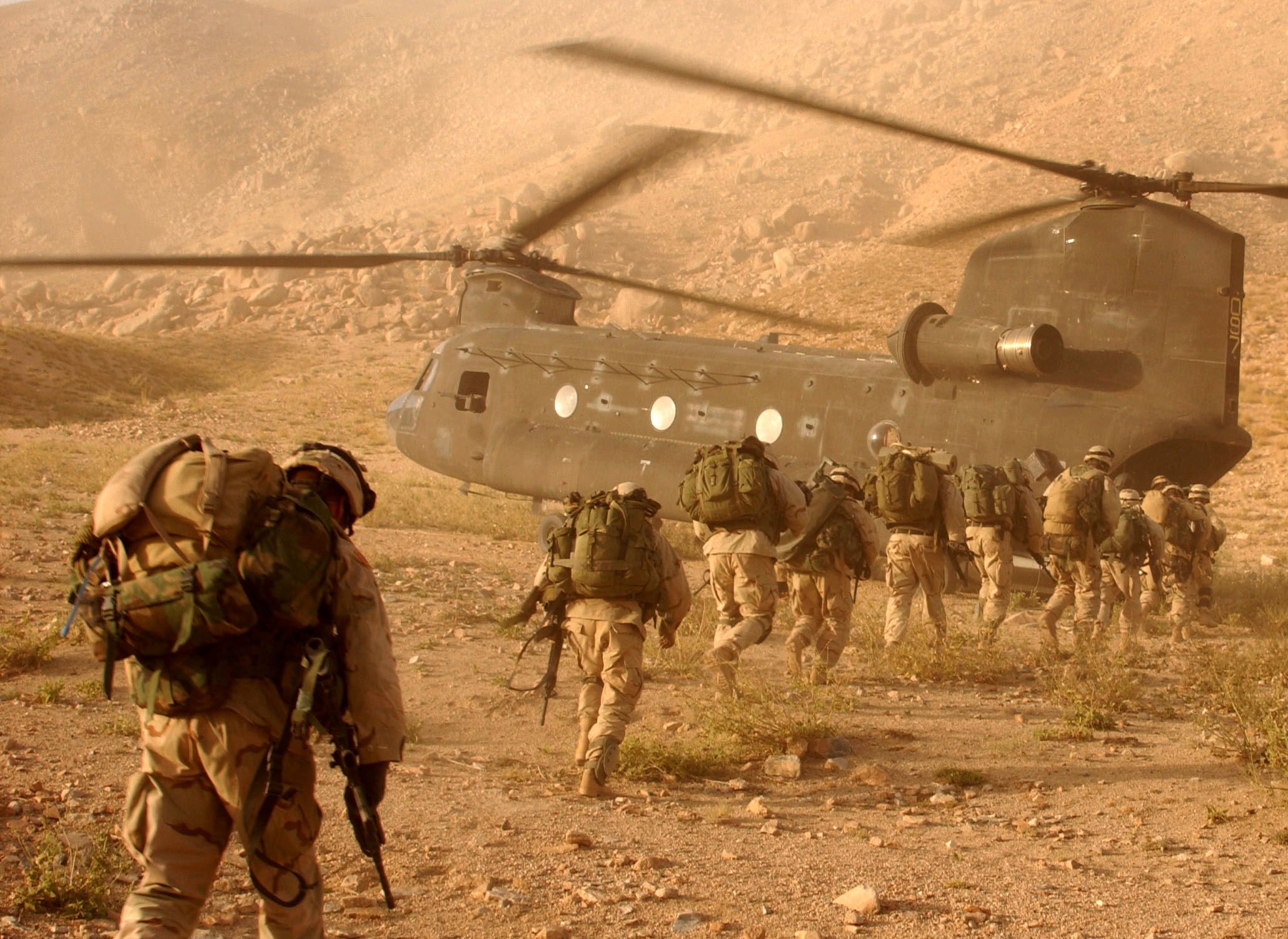
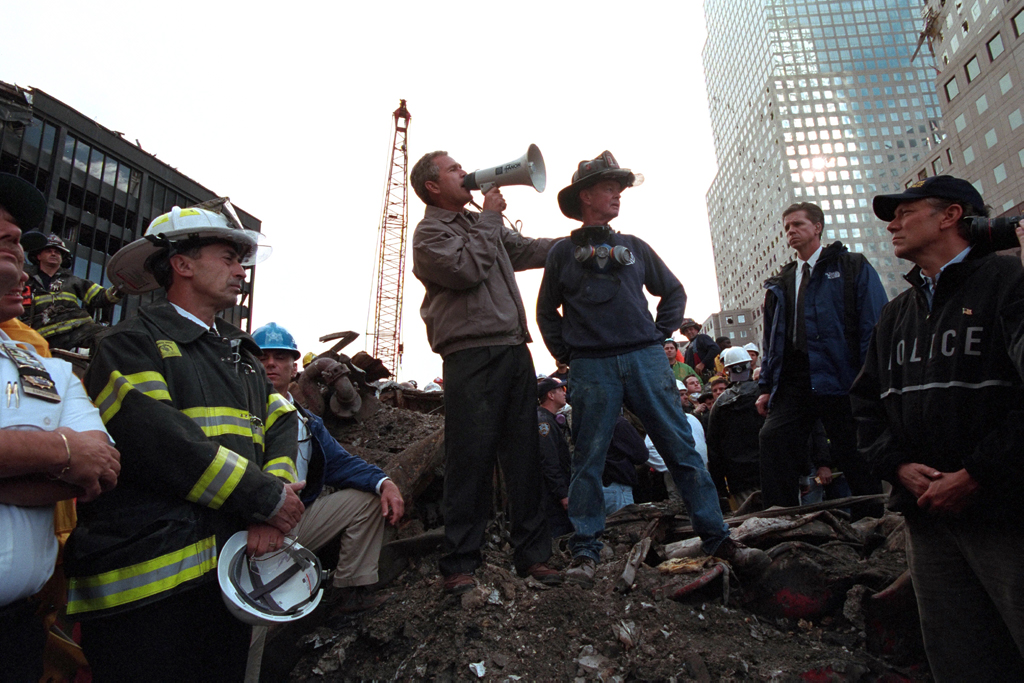
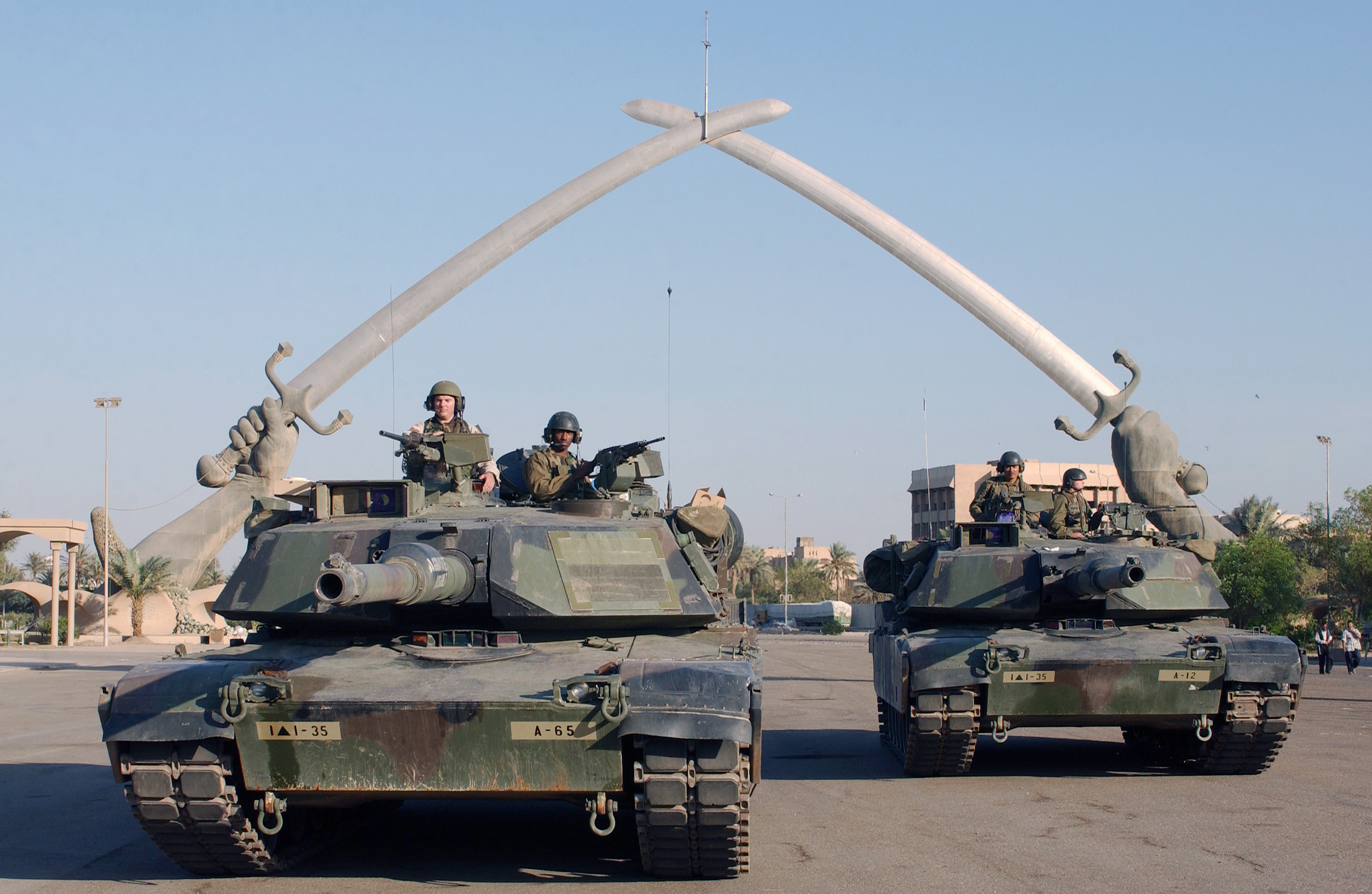
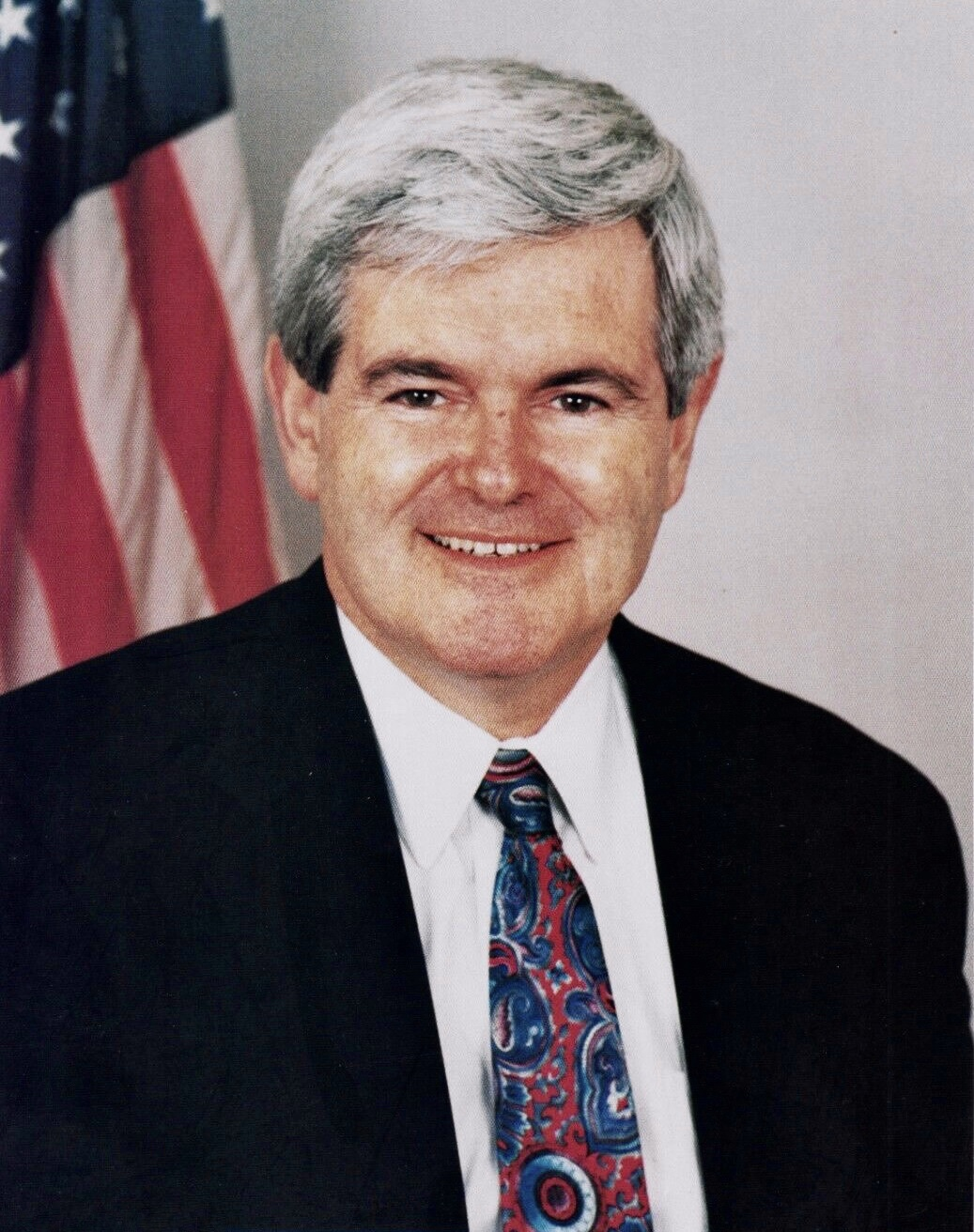
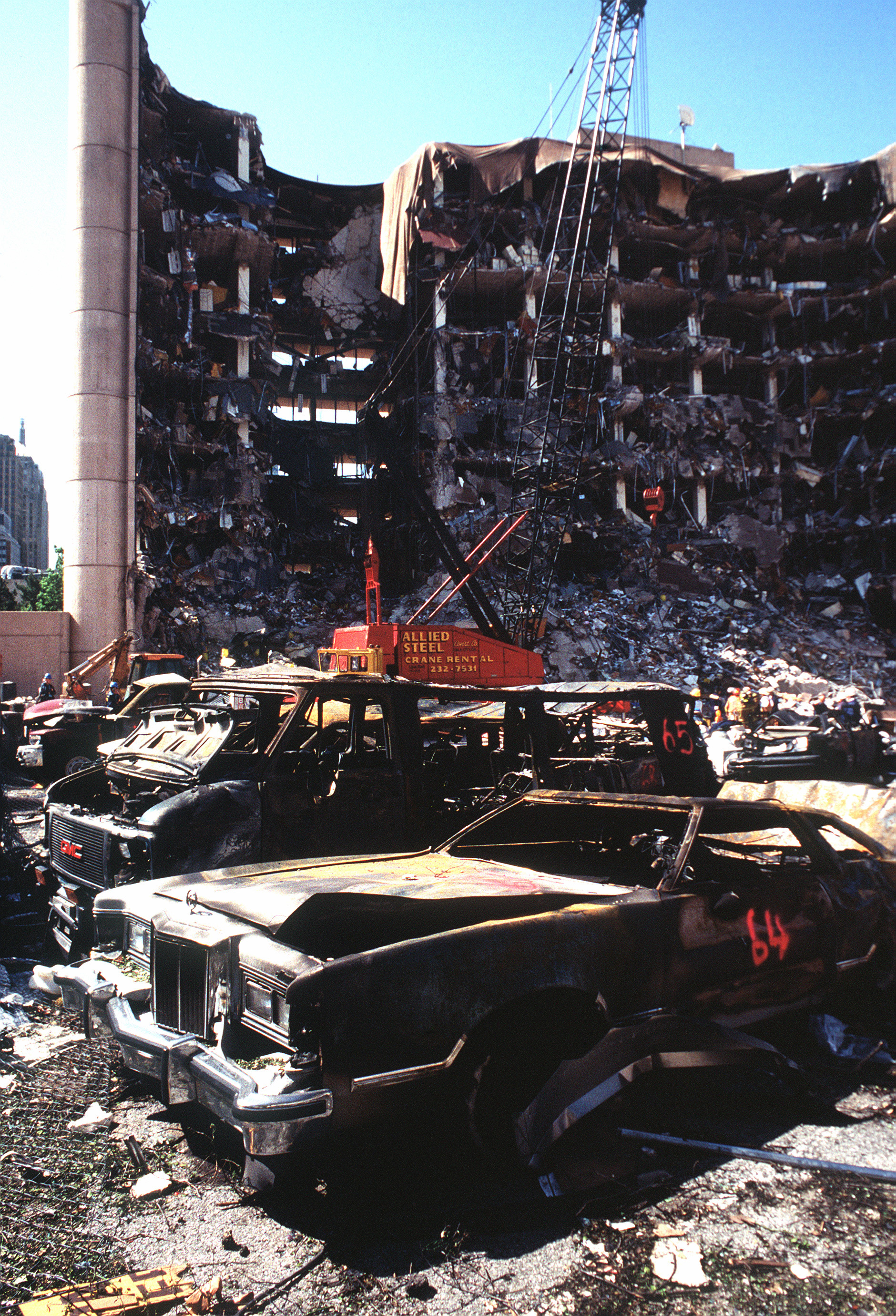
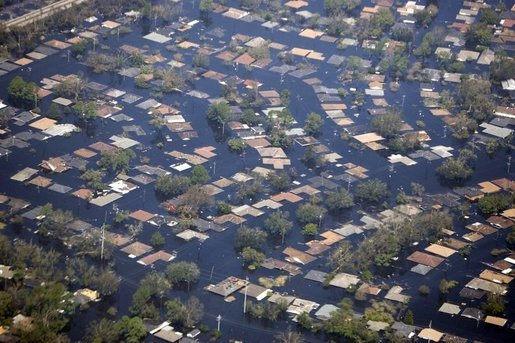
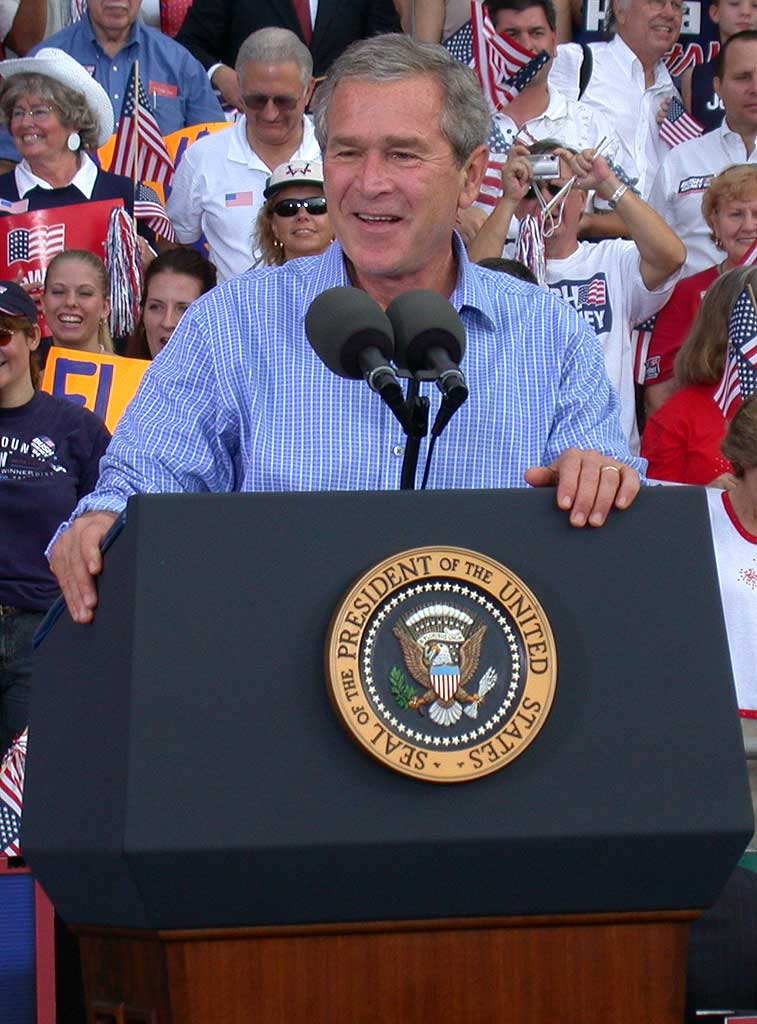
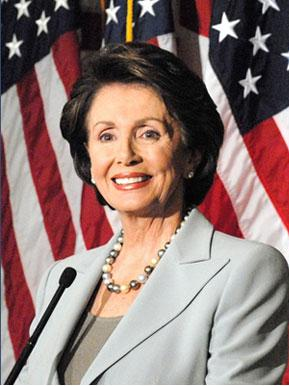